# Rhyacophila oreta
Rhyacophila oreta är en nattsländeart som beskrevs av Ross 1941. Rhyacophila oreta ingår i släktet Rhyacophila och familjen rovnattsländor. Inga underarter finns listade i Catalogue of Life.